# Berlín (escultura)
Berlín es una obra del escultor español Eduardo Chillida, creada en 2000. Construida en acero, representa la reunificación de Alemania, y preside la entrada a la Cancillería Federal en Berlín (Alemania).

## Historia
En 1998, el editor alemán Rolf Becker, un seguidor de la obra de Chillida, propuso al escultor la creación de una obra que representara el espíritu de la reunificación alemana que él mismo financiaría y regalaría a la ciudad de Berlín. Becker informó al canciller Gerhard Schröder, que aceptó gustosamente la propuesta.
Chillida comenzó entonces la escultura, de 90 t de acero, que fue realizada en la histórica factoría de Sidenor en Reinosa (Cantabria), cuyas forjas fueron puestas al límite de su capacidad.
La obra fue inicialmente ubicada en la entrada del museo Chillida-Leku en Hernani, antes de su traslado a Alemania. Fue trasladada en barco desde el puerto de Pasajes hasta Países Bajos, y de ahí por carretera hasta Berlín. Fue inaugurada el 2 de mayo de 2001 en el centro de los jardines de la Cancillería Federal en Berlín, aunque ni Schröder ni Chillida quedaron muy satisfechos con el emplazamiento inicial, pues su proximidad al edificio restaba vistosidad a la obra. Por ello, y a petición de Schröder, en junio de 2002 la escultura fue trasladada unos metros, más lejos del edificio y cerca de la puerta principal, donde podía ser admirada "en todo su esplendor".
Durante su inauguración, Gerhard Schröder definió la escultura como "una de las obras más significativas en la trayectoria del artista". Berlín tiene unas medidas de 6 m de alto por 6 m de ancho, un peso de 90 toneladas, y su precio fue calculado en unos 174 millones de pesetas. Está formada por dos vigas de acero que representan dos brazos a punto de entrelazarse, como una metáfora de la reunificación alemana.
El 19 de octubre de 2012, con motivo del 10.º aniversario de la muerte de Chillida, el gobierno alemán rindió homenaje al escultor vasco durante un acto celebrado junto al monumento, presidido por el ministro de la Cancillería, Ronald Pofalla. Asimismo, el 4 de febrero de 2013, la canciller alemana Angela Merkel y el presidente del gobierno español Mariano Rajoy, rindieron también homenaje a la escultura de Chillida durante una cumbre hispanoalemana celebrada en Berlín.